# Vinzenz Rüfner
Vinzenz Rüfner (* 17. September 1899 in Dettingen am Main; † 29. Mai 1976 in Bonn-Bad Godesberg) war ein deutscher Philosoph.

## Leben
Nach dem Abitur am Gymnasium in Aschaffenburg leistete Rüfner, Sohn eines Kleinbauern, zunächst in den letzten Kriegsmonaten des Ersten Weltkrieges Militärdienst. Danach studierte er von 1919 bis 1924 in Würzburg zunächst Chemie, dann Englisch, Französisch, Philosophie und Pädagogik für das Lehramt. 1921 trat er hier der katholischen Studentenverbindung W.K.St.V Unitas Hetania bei. Als Angehöriger der Technischen Nothilfe wurde er 1922 als Streikbrecher im Braunkohlebergbau eingesetzt und dabei schwer verletzt. Nach dem ersten Teil der Staatsprüfung für moderne Fremdsprachen im Oktober 1923 unterrichtete er als Referendar am Realgymnasium in Würzburg. Den zweiten Teil des Staatsexamens legte er im Juni 1924 ab. Parallel promovierte er bei Hans Meyer, dem Inhaber des späteren Konkordatslehrstuhls, im Juli 1924 mit einer Arbeit zum Thema „Die naturalistisch-darwinistische Ethik Englands“. Zum 1. September 1924 erhielt er eine Stelle als Assessor am Gymnasium in Aschaffenburg, unterrichtete aber ab dem 20. September 1924 bis April 1935 an der Bischöflichen Rektoratsschule in Großauheim bei Hanau. In dieser Zeit hielt er Vorträge in der Görres-Gesellschaft und in der Aschaffenburger Ortsgruppe des Katholischen Akademikerverbandes.
Rüfner habilitierte sich 1931 an der Universität Würzburg bei Hans Meyer mit dem Thema „Die transzendentale Fragestellung als metaphysisches Problem“. Die Arbeit ist eine Kritik des idealistischen Denkens aus katholischer Sicht. Dabei wendete er sich vor allem gegen die zu starke Betonung des Staates bei Georg Wilhelm Friedrich Hegel. Im Anschluss war er Privatdozent in Würzburg, bis er im Dezember 1936 eine Lehrstuhlvertretung an der Philosophisch-theologischen Hochschule in Bamberg erhielt. Dort wurde er am 29. Juni 1937 zum planmäßigen ao. Professor ernannt. Mit Ausbruch des Zweiten Weltkrieges wurde die Hochschule 1939 geschlossen. Rüfner wurde dennoch im Januar 1940 zum Beamten auf Lebenszeit ernannt und verblieb zunächst in Wartestellung. Ab Sommersemester 1941 konnte er eine Vertretung für Siegfried Behn an der Universität Bonn bis zu dessen Rückkehr 1943 wahrnehmen. Als er keine unmittelbare Weiterbeschäftigung erhielt, wandte er sich an Carl August Emge mit der Bitte, ihn bei einer weiteren Verwendung zu unterstützen. Er erhielt schließlich einen Lehrauftrag für Philosophie an der katholischen Fakultät der Universität Freiburg, nachdem dort der philosophische Konkordatslehrstuhl des verstorbenen Martin Honecker vertragswidrig mit dem auf Psychologie spezialisierten Robert Heiß besetzt worden war.
Rüfner war in der Zeit des Nationalsozialismus ab 1933 Mitglied in der NSV und im RLB, trat 1934 in die SA Reserve II ein und wurde zum 1. April 1934 Mitglied im NSLB (Mitgl.Nr. 336.178). Am 25. Juni 1937 beantragte er die Aufnahme in die NSDAP und wurde rückwirkend zum 1. Mai desselben Jahres aufgenommen (Mitgliedsnummer 4.401.685). Nach Kriegsende nahm er 1945 seine Tätigkeit an der wiedereröffneten Hochschule in Bamberg auf und wurde 1948 zum ordentlichen Professor ernannt. 1951 nahm er einen Ruf an die Universität Bonn an.

## Lehre
Schwerpunkte Rüfners waren die Naturphilosophie und die Staatstheorie. Darüber hinaus befasste er sich mit der Philosophie des Mittelalters und der Anthropologie. Rüfner wurde einerseits als „katholischer Philosoph“ eingestuft, galt aber andererseits als linientreu.
Rüfner lehnte ein mechanistisches Weltbild ebenso ab wie den Darwinismus, den er als „Ausdruck der Weltanschauung des liberal-kapitalistischen Denkens“ betrachtete. Die Relativitätstheorie Einsteins und die neue Physik sah er hingegen positiv, weil diese neue, an der Ganzheit orientierte Fragestellungen aufwarf. In der Biologie orientierte er sich eher lebensphilosophisch an Edgar Dacqué, Jakob Johann von Uexküll und Hans Driesch.
„An Stelle der Wahrheit, daß ein Organ überhaupt erst dann wirksam werden kann, wenn es vom Innersten des Lebens bereitgestellt ist, hat die mechanistische Entwicklungslehre die Annahme gesetzt, daß das Bedürfnis das Organ schaffe, was nur eine Herübernahme volkswirtschaftlicher Lehren darstellt; denn es ist die naturphilosophische Entsprechung der konkurrenzkämpferischen Wirtschaft, die allzeit auf die Erweckung neuer wirtschaftlicher Bedürfnisse und damit neuer Wirtschaftsorgane eingestellt ist.“
Rüfner zieht bei seinen Überlegungen zum Menschen die Rasse als Bestimmungsfaktor durchaus in Betracht. Diese ist jedoch nur eine unter mehreren relevanten Größen.
„Der Mensch ist ferner gebunden durch Zeit und Geschichte, durch alle jene Mächte des ‚objektiven Geistes’, in den selbst die Naturgegebenheiten des Klimas und des Bodens sowie jene menschlichen Naturfaktoren der Rasse, der Vererbung usf. hineinwirken.“
Vor allen Dingen betont er, dass die äußeren Faktoren allein den Menschen nicht ausmachen, sondern seine geistigen Fähigkeiten und Einstellungen maßgeblich sind.
„Der Einfluss des Blutes, der Rasse und der biologischen Gesundheit bedingen eine vielgestaltige Variationsbreite des menschlichen Seins. Jedoch vermögen die naturhaften Faktoren nicht das zu geben, was den Menschen zum Menschen macht; sie reichen nicht entfernt an die Mannigfaltigkeit des geistigen Menschseins heran. Denn der Mensch ist, auch bei wesentlich gleich bleibender biologischer Grundlage, je nach seiner Weltanschauung und seiner sittlich und religiösen Lebensgestaltung ein anderer Mensch zu nennen.“
Eine rein naturwissenschaftliche Sicht auf den Menschen kann diesen nach Rüfner, der sich dabei auf Karl Jaspers und Martin Heidegger bezog, insbesondere in seiner existenziellen Situation nicht vollständig erfassen:
„Welt bedeutet mehr als eine berechenbare Größe, die das erkennende Subjekt souverän beherrscht. Ebensowenig kann der Mensch in bloß betrachtender Haltung Gott gegenübertreten. Es handelt sich eben nicht bloß um den erkennenden, sondern um den ganzen Menschen, der sich nicht nur betrachtend dem Weltlauf gegenüberstellt, sondern in vielen anderen Seinsverhaltungen drinnen steht, da er lebt, handelt, wagt und höheren Mächten gegenüber sich entscheidet. Dies ist der eigentliche Sinn wahrhafter Existenz.“
Aus dieser ganzheitlichen Betrachtung kommt Rüfner zu der Bedeutung der Gemeinschaft, für die sich der Mensch sittlich entscheidet:
„Der Mensch weiß sich wieder der Gemeinschaft verpflichtet in dem, was sie ihm gibt, was er aufzugreifen, weiterzuführen und anderen als gepflegtes Gut zu treuen Händen zu übergeben hat. So ruht für uns der Mensch in der Gemeinschaft auf einem tief metaphysischen Grunde, um den gerade das deutsche Denken in der Romantik schwer gerungen hat. Wir müssen heute dort wieder anknüpfen, wo einst die individualistische Entwicklung mit dem Bestreben, alles Sein aus der mechanischen Welt heraus zu verstehen, hereingebrochen war und den sozialen Individualismus heraufgeführt hatte: nämlich beim deutschen Recht und seiner unvergleichlich tiefen Gemeinschaftslehre, die in Führung, Gefolgschaft, Verantwortung und Treue auf den innersten Kern menschlichen Personseins aufbaut.“
Aus der Idee der organischen Gemeinschaft – nicht der Gesellschaft im Sinne der soziologischen Abgrenzung bei Ferdinand Tönnies – entwickelt sich ein idealer Staat.
„Wir haben nunmehr zu beobachten, wie die Wesensprinzipien echter Gemeinschaft sich im Leben von Familie, Volk und Nation geltend machen. Diese wird ganz von selber zur politischen Formung des Gemeinschaftswillens im Staate hinüberführen.“
Der ideale, auf der organischen Gemeinschaft beruhende Staat, muss nach Rüfners Auffassung alle vor allem auf ökonomischen Interessen beruhenden Institutionen ausschalten.
„Die Überwindung der Klassengesellschaft hat daher die Vernichtung aller Organisationen zur Voraussetzung, die wie die sozialistischen Gewerkschaften oder die Arbeitgeberverbände und auch die parlamentarischen Parteien in erster Linie als wirtschaftliche Interessengruppen im Ringen um die Macht sich gegenübertraten.“
Ohne direkte Bezugnahme rechtfertigte Rüfner mit dieser Position die Gleichschaltung durch die Nationalsozialisten. Allerdings hat der ideale Staat für ihn seine Grenzen im Sittlichen, das der Despotie und Diktatur entgegensteht.
„Diese äußeren Grenzen sind insbesondere dort nötig, wo der Staat sich als eine dem Volke innerlich fremde Regierungsgewalt erfaßt. Wo aber Staat und Volk sich so innig durchdringen, wie es in der Idee des totalen Staates liegt, kommen nur innere Grenzen des Staates in Frage. Diese sind keine anderen als die sittlichen Normen. Der Staat kann daher nicht in willkürlicher Souveränität über alles nach Gutdünken verfügen, er ist nie berechtigt, etwas Unsittliches zu fordern, ja er kann es nicht, ohne sein Wesen selbst zu zerstören.“
Man könnte diese Passage in Verbindung mit der Konzeption eines idealen Staates als Kritik am herrschenden Nationalsozialismus bewerten. Bei der Betrachtung des Gesamtwerks ergibt sich diese Sicht nicht notwendig. Insbesondere die in der Folge entwickelten Überlegungen zur Ausgestaltung des Rechts stimmen damit nur wenig überein. Für Rüfner ist das Recht bestimmt durch die in der Gemeinschaft gegebenen Verhältnisse.
„Das Recht ist das einmalige Gestalt- und Lebensgesetz eines Volkes, die unsichtbar über der Volkwerdung schwebende konstruktive Idee einer völkischen Lebensgemeinschaft im Kampf mit allen destruktiven Mächten der Zerstörung und Zersetzung.“ Dem Gemeinschaftsinteresse dienen auch die „Rasseschutzgesetze“, weil die Rasse ein biologisches Lebensgut ist.
Ein Gesetz ist damit „gleichbedeutend mit sittlicher Norm, mit autoritärem Befehl zum Unterlassen bzw. Handeln, wie es dem Führerstaat entspricht.“ Es bedarf noch nicht einmal rechtlicher Vorschriften, damit bestimmte Taten strafwürdig werden, wenn diese den zugrunde liegenden Rechtsgedanken widersprechen und „die gesunde Volksanschauung“ eine Bestrafung fordert. Diese Rechtsauffassung reicht bis hin zur Sicherungsverwahrung, wobei das Thema Schutzhaft explizit nicht angesprochen wird. Allgemein gilt nur, dass sich die rechtliche Gestaltung dem Gemeinschaftsinteresse zu unterwerfen hat.
„Diesem Zwecke dienen nicht bloß die lebenslängliche Freiheitsstrafe und die aus einer gemeinschaftswidrigen Humanität früher so vielfach bekämpfte Todesstrafe, sondern auch die neueingeführte Sicherungsverwahrung, welche wie das gesamte Strafrecht, vom Schutz der Gemeinschaft und nicht von der Bekämpfung des Einzelverbrechens ausgeht.“
Im Rahmen des Entnazifizierungsverfahrens hat Rüfner angegeben, dass sowohl für Die Natur und der Mensch in ihr, als auch für Gemeinschaft, Staat und Recht eine Mitteilung der NS-Prüfungskommission an den Verlag erfolgt sei, wonach der Verkauf der Bücher verboten sei. Während sich für das Verbot der Naturphilosophie Gründe finden, weil Rüfner einerseits die „jüdische Physik“ positiv bewertete und andererseits den Darwinismus kritisierte, kann dies für die Staatsphilosophie nicht unmittelbar nachvollzogen werden, es sei denn, man sieht den Grund darin, dass Rüfner durchgängig für einen angemessenen Platz der Religion eingetreten ist, und er als „katholischer Philosoph“ eingeschränkt werden sollte.

## Schriften
- Der Kampf ums Dasein und seine Grundlagen in der neuzeitlichen Philosophie. Kritische Studie zur Ordnungsidee der Neuzeit. Niemeyer, Halle 1929.
- Die transzendentale Fragestellung als metaphysisches Problem. Studie zur Metaphysik des deutschen Idealismus. Niemeyer, Halle 1932.
- Die Natur und der Mensch in ihr. Bonn 1934.
- Gemeinschaft, Staat und Recht. Bonn 1937.
- Die philosophischen Ideen und die Formen der Kunst. In: Zeitschrift für deutsche Kulturphilosophie. Band 7, 1941, S. 217–239.
- Grundformen staatsphilosophischen Denkens der Neuzeit vom 15. Jahrhundert bis zum 19. Jahrhundert. Kriegsvorträge der Rheinischen Friedrich-Wilhelms-Universität Bonn a. Rh., H. 94, Bonn 1943.
- Die Geschichtsphilosophie Giambattista Vicos. Kriegsvorträge der Rheinischen Friedrich-Wilhelms-Universität Bonn, 106, Bonn 1943.
- Grundbegriffe Griechischer Wissenschaftslehre. Zur Einführung in das philosophische Denken. Bamberg 1946.
- Die Entfaltung des Seelischen. Einführung in die vergleichende Psychologie. Bamberg 1947.
- Psychologie. Grundlagen und Hauptgebiete. Band IV der Systematischen Philosophie von Hans Meyer, Paderborn 1969.